# Guido II. (Auvergne)
Guido II. († 1222) war ein Graf von Auvergne. Er war ein Sohn des Grafen Robert IV. und der Mathilde von Burgund, einer Tochter von Herzog Odo II. von Burgund.

## Leben
Guido war in dem Krieg zwischen König Philipp II. August von Frankreich und dem Herrscher des „angevinischen Reiches“, Richard Löwenherz, verwickelt. Letzterer war als Herzog von Aquitanien der direkte Lehnsherr der Auvergne, ließ den Grafen allerdings weitgehend unabhängig regieren. Im Frühjahr 1196 aber hatte Richard Löwenherz im Vertrag von Louviers seine Hoheitsrechte auf die Auvergne an Philipp II. abgetreten, wodurch nun die französische Krone vom indirekten zum direkten Oberherrn der Grafen der Auvergne wurde. Guido war nicht bereit diese neue Ordnung anzuerkennen, da er von Seiten der Krone seine unabhängige Position bedroht sah. Durch den Bau von Burgen wie Tournoël und Châtel-Guyon („Burg von Guido“) versuchte er seine Herrschaft zu festigen. Als der König in die Auvergne einmarschierte und Issoire belagerte, riefen Guido und sein Cousin, der Dauphin Robert, Richard Löwenherz um Hilfe an. Der sagte ihnen zunächst seine Unterstützung zu, gewährte diese aber dann doch nicht, um seinen Frieden mit König Philipp nicht zu gefährden. Als im Sommer 1196 der Krieg zwischen Richard Löwenherz und Philipp II. erneut ausbrach, forderte Löwenherz nun Graf Guido und Dauphin Robert dazu auf, ihn im Kampf zu unterstützen. Beide lehnten ab, da Löwenherz zuvor sie im Stich gelassen habe.
Nach dem „Canso de la crozada“ von Guilhem de Tudèle führte Guido im Mai 1209 die ersten militärischen Aktionen des Albigenserkreuzzuges durch. Zusammen mit dem Vizegrafen von Turenne, dem Erzbischof von Bordeaux und den Bischöfen von Limoges, Agen und Cahors führte er ein Kreuzritterheer in die Landschaft Quercy, die dem Grafen von Toulouse gehörte, der zu diesem Zeitpunkt gebannt war. Nachdem sie kleinere Ortschaften eingenommen hatten belagerten sie die Burg Casseneuil. Die in der Ortschaft anwesenden Katharer wurden am Scheiterhaufen verbrannt. Als aber die Mindestkampfzeit für Kreuzfahrer von vierzig Tagen verstrichen war, beendeten sie das Unternehmen und zogen sich in ihre Ländereien zurück. Wenige Monate später setzte sich das Hauptheer des Kreuzzuges in Bewegung, an dem Guido aber nicht mehr teilnahm.
Guidos feindselige Haltung gegenüber der Krone führte auch zu einem Konflikt in der eigenen Familie. Im Gegensatz zu ihm trat sein Bruder, Bischof Robert von Clermont, für den König ein, von dem er sich eine Stärkung der bischöflichen Position gegenüber der gräflichen erhoffte. In dem Bruderkrieg wurde über Guido die Exkommunikation ausgesprochen, im Gegenzug konnte er aber 1211 Bischof Robert gefangen nehmen. Dabei hatte er auch mehrere religiöse Einrichtungen angegriffen, darunter die königliche Abtei Mozac. Als Reaktion entsandte der König ein Heer unter Guido von Dampierre in die Auvergne, der mehrere Burgen eroberte. Im Dezember 1213 geriet Guidos Sohn beim Fall von Tournoël in die Gefangenschaft des Gegners, worauf er sich gezwungen sah zu kapitulieren. Er musste sich gänzlich unterwerfen und wurde vollständig enteignet. Erst sein Sohn erhielt einen erheblich verringerten Teil der Auvergne zurückerstattet, der Rest blieb als terre royale d'Auvergne im Besitz der Krone.
Nach seinem Tod wurde Guido im Kloster Le Bouschet-Vauluisant (Manzat) bestattet.

## Nachkommen
Aus seiner Ehe mit der Adligen Péronelle de Chambon hatte er mehrere Kinder, darunter:
- Wilhelm X. († 1246), Graf von Auvergne
- Alix († 1250), ⚭ mit Raimund IV., Vizegraf von Turenne (Haus Comborn)
- Ermengarde († 1225), ⚭ mit Guigues IV., Graf von Forez

## Weblink
- Website zur Geschichte der Auvergne (fr.)

| Vorgänger   | Amt                         | Nachfolger |
| ----------- | --------------------------- | ---------- |
| Wilhelm IX. | Graf von Auvergne 1195–1222 | Wilhelm X. |

| Personendaten    | Personendaten     |
| ---------------- | ----------------- |
| NAME             | Guido II.         |
| KURZBESCHREIBUNG | Graf von Auvergne |
| GEBURTSDATUM     | 12. Jahrhundert   |
| STERBEDATUM      | 1222              |